# Henri Richard
Joseph Henri Richard (Montreal, Quebec, Canadá; 29 de febrero de 1936 - Laval,Quebec, Canadá; 6 de marzo de 2020) fue un jugador profesional de hockey sobre hielo canadiense. Jugaba en la posición de centro y desarrolló toda su carrera en los Montreal Canadiens de la National Hockey League (NHL).
Apodado Pocket Rocket, Richard es el jugador más laureado de la historia de la NHL con once títulos de la Stanley Cup.

## Otros sitios web
- Wikimedia Commons alberga una categoría multimedia sobre Henri Richard.

- Datos: Q959520
- Multimedia: Henri Richard / Q959520